# Tribunal de Comptes (Espanya)
El Tribunal de Comptes és l'òrgan col·legiat encarregat de fiscalitzar els comptes de l'estat espanyol que ve dictada per la llei orgànica 47/2003 en funció del mandat constitucional (art. 136.1). És designat per les Corts Generals i té independència funcional amb una organització administrativa pròpia.

## Concepte i funcions
El Tribunal de Comptes espanyol, amb seu a Madrid, té la condició de suprem òrgan fiscalitzador dels comptes i de la gestió econòmica de l'estat i del sector públic, corresponent-li el control extern del sector públic estatal tal com dicta l'article 140 de llei 47/2003. D'altra banda, i amb relació a la informació que ha de facilitar el sector públic per aconseguir el seu objectiu d'estabilitat i equilibri financer, l'article 133 de llei 47/2003 ens diu que les unitats públiques estan obligades a proporcionar la col·laboració i informació necessària per a l'elaboració dels comptes públics. En aquest sentit, totes les administracions públiques tenen l'obligació de subministrar la informació necessària per mesurar l'ajust a aquest punt. A nivell de Catalunya el tribunal de comptes té delegada en la Sindicatura de Comptes de Catalunya el retiment dels comptes de les corporacions locals.
Pel que fa al control dels comptes de l'estat, regulats en l'article 131 i 132, obliguen a l'administració estatal a remetre els comptes per a l'examen per part del tribunal. El compte general de l'estat es forma per la Intervenció General de l'Administració de l'Estat, i s'ha d'elevar al govern espanyol per remetre al Tribunal de Comptes abans del 31 d'octubre de l'any següent al que es refereixi.

## Òrgans
Els òrgans que formen el Tribunal de Comptes són:
El President representa el tribunal; convoca i presideix el Ple i la Comissió del Govern, decidint en cas d'empat; dirigeix el personal al seu servei i ordena les despeses del tribunal i diposa la contractació de béns i serveis necessaris per al funcionament del tribunal. És nomenat entre els consellers de comptes pel rei d'Espanya, després de ser proposat pel Ple del Tribunal. El seu mandat dura tres anys.
El Ple està integrat per dotze Consellers de Comptes i el Fiscal. Es dedica a exercir la funció de fiscalització.
La Comissió del Govern està formada pel President i els Consellers de Comptes que siguen presidents de secció. La Comissió del Govern "manté relacions permanents amb les Corts Generals i estableix el règim de treball personal".
La Secció de Fiscalització verifica la comptabilitat de les entitats del sector públic i examina i comprova les comptes del Tribunal. S'organitza en departaments sectorials i territorials, cadascun encapçalat per un Conseller de Comptes.
La Secció d'Enjudiciament es dedica a conéixer els procediments jurisficcionals. Està formada pel President i els Consellers de Comptes que hi siguen competents.
Els Consellers de Comptes són designats per les Corts Generals: sis a proposta del Congrés i sis pel Senat, requerint majoria de tres cinquenes parts de cada cambra. Es mantenen durant el terme de nou anys. Estan subjectes a les mateixes condicions d'incapacitat, incompatibilitat i prohibicions establides per als jutges en la llei Orgànica del Poder Judicial.
La Fiscalia del Tribunal de Comptes es caracteritza per dependre del Fiscal General de l'Estat i per estar formada pel Fiscal i els Advocats Fiscals. "El Fiscal és nomenat pel Govern en la forma determinada en l'Estatut del Ministeri Fiscal".
La Secretaria General es dedica a la gestió, tramitació, documentació i registre dels assumptes de la competència del President, Ple i la Comissió del Govern. El secretari general és elegit i llevat pel Ple i exerceix de secretari del Ple i de la Comissió de Govern amb veu i sense vot.

## Funcions

### Fiscalització
La funció fiscalitzadora del Tribunal consisteix en sotmetre "l'activitat econòmica financera del sector públic als principis de legalitat, eficència i economia en relació amb l'execució dels programes d'ingressos i despeses públiques". La iniciativa pot provenir del Tribunal, de les Corts Generals i de les assemblees legislatives o òrgans administratius anàlegs de comunitats autònomes en el seu àmbit. El resultat és difós mitjançant un informe o memòria ordinari o extraordinari.
El Tribunal examina i comprova el Compte General de l'Estat en el termini de 6 mesis, des de la rendició del compte. El Ple escolta al Fiscal i ditca la declaració definitiva per a elevar-la a les Corts amb una proposta. Aquesta fiscalització és publicada en l'Informe Anual remitit a les Corts Generals (tal com marca l'art. 136 de la Constitució). Aquest informe inclou a més una memòria de les actuacions jurisdiccionals del Tribunal durant eixe any.

### Enjudiciament
Els judicis es fan dins de la jurisdicció comptable. S'actua davant l'ús de cabdals o efectes públics amb efectes contra allò establit a les normes jurídiques. Els responsables poden ser entitats del sector públic o persones i entitats que reben subvencions, crèdits, avals o altres tipus d'ajudes que procedeixen del sector públic.
Els funcionaris i personal al servei de les entitats públiques poden comparèixer per elles mateixes i assumir la seua pròpia defensa.
La representació i defensa de l'estat i els organismes autònoms correspon als advocats de l'estat; la de les comunitats autònomes, províncies i municipis, als seus propis lletrats, advocats designats per ells o els de l'estat.
Davant les resolucions del Tribunal de Comptes, es poden presentar recursos de casació i revisió que seran conegudes per la Sala del Contenciós administratiu del Tribunal Suprem.